# Логинов Вадим Петрович
Вади́м Петро́вич Ло́гинов (19 червня 1927, місто Нев'янськ, тепер Свердловської області, Російська Федерація — 16 грудня 2016, місто Москва) — радянський комсомольський діяч, секретар ЦК ВЛКСМ, дипломат, заступник міністра закордонних справ СРСР, надзвичайний і повноважний посол СРСР у Народній Республіці Анголі та Соціалістичній Федеративній Республіці Югославії. Член Бюро ЦК ВЛКСМ у 1958—1961 роках. Кандидат у члени ЦК КПРС у 1986—1990 роках. Депутат Верховної ради Російської РФСР 6-го скликання.

## Життєпис
Народився в родині службовців. Трудову діяльність розпочав у 1944 році учнем столяра. У 1944 році вступив до комсомолу.
У 1950 році закінчив Ленінградський кораблебудівний інститут.
Член ВКП(б) з 1950 року.
У 1950—1953 роках — інженер-конструктор, старший будівник кораблів, заступник начальника планово-виробничого відділу, в 1953—1955 роках — комсомольський організатор (комсорг) ЦК ВЛКСМ Іжорського заводу імені Жданова міста Ленінграда.
У 1955 році — 1-й секретар Колпинського районного комітету ВЛКСМ міста Ленінграда.
У 1955 — січні 1958 року — секретар, 2-й секретар Ленінградського обласного комітету ВЛКСМ.
У січні — квітні 1958 року — 1-й секретар Ленінградського обласного комітету ВЛКСМ.
У квітні 1958 — жовтні 1961 року — секретар ЦК ВЛКСМ.
У 1961—1962 роках — заступник завідувача промислового відділу Ленінградського обласного комітету КПРС.
У 1962—1965 роках — 1-й секретар Виборзького міського комітету КПРС Ленінградської області.
У 1965—1967 роках — слухач Вищої дипломатичної школи міністерства закордонних справ СРСР у Москві.
У 1968—1971 роках — 1-й секретар, радник посольства СРСР у Сполучених Штатах Америки (США).
У 1971—1974 роках — радник-посланник посольства СРСР у Польській Народній Республіці.
У 1974—1978 роках — завідувач IV Європейського відділу МЗС СРСР.
17 березня 1978 — 16 грудня 1983 року — надзвичайний і повноважний посол СРСР у Народній Республіці Анголі.
У 1984—1985 роках — завідувач V Європейського відділу МЗС СРСР.
У 1985—1988 роках — заступник міністра закордонних справ СРСР.
У 1988 році — 1-й заступник завідувача відділу ЦК КПРС по зв'язках з комуністичними і робітничими партіями соціалістичних країн.
28 листопада 1988 — 20 вересня 1991 року — надзвичайний і повноважний посол СРСР у Соціалістичній Федеративній Республіці Югославії.
З 1991 року — у відставці, на пенсії в Москві.
З 1992 року — координатор міжнародних програм Національної курортної асоціації Росії.
Працював у ветеранській організації міністерства закордонних справ Російської Федерації. Неодноразово обирався до Ради ветеранів та її президії, був одним з творців і організаторів роботи «Кімнати бойової та трудової слави МЗС».
Помер 16 грудня 2016 року. Похований в Санкт-Петербурзі на Серафимівському цвинтарі.

## Нагороди і звання
- орден Жовтневої Революції (20.11.1981)
- два ордени Трудового Червоного Прапора (22.06.1957; 18.06.1987)
- орден Дружби народів (23.06.1977)
- два ордени «Знак Пошани» (30.08.1957; 22.10.1971)
- медалі
- надзвичайний і повноважний посол СРСР